# باولو ماديرا
باولو ماديرا (بالبرتغالية: Paulo Madeira‏) هو لاعب كرة قدم برتغالي في مركز الدفاع، ولد في 6 سبتمبر 1970 في لواندا في أنغولا. شارك مع منتخب البرتغال تحت 20 سنة لكرة القدم ومنتخب البرتغال تحت 21 سنة لكرة القدم ومنتخب البرتغال لكرة القدم. أما مع النوادي، فقد لعب مع إستريلا دا أمادورا ونادي بنفيكا ونادي بيلينينسش ونادي فلومينينسي ونادي ماريتيمو.

## وصلات خارجية
- باولو ماديرا على موقع الاتحاد الدولي (مؤرشف)  (الإنجليزية)
- باولو ماديرا على موقع الاتحاد الأوربي (الإنجليزية)
- باولو ماديرا على موقع قاعدة بيانات كرة القدم.إي يو (الإنجليزية)
- باولو ماديرا على موقع ناشيونال فوتبول تيمز (الإنجليزية)